# Горњи Ивањци
Горњи Ивањци (словен. Gornji Ivanjci) су насељено место у општини Горња Радгона, Помурска регија, Словенија.

## Историја
До територијалне реорганизације у Словенији били су у саставу старе општине Горња Радгона.

## Становништво
У попису становништва из 2011. године, Горњи Ивањци су имали 75 становника.
| Број становника према пописима | Број становника према пописима | Број становника према пописима |
| ------------------------------ | ------------------------------ | ------------------------------ |
| 1991                           | 2002                           | 2011                           |
| 97                             | 83                             | 75                             |